# Aboulféda
« Abulfeda » redirige ici. Pour le cratère lunaire, voir Abulfeda (cratère).
Aboulféda (en arabe : أبو الفداء Abū al-Fidā' ; en latin : Abulfeda), ou, selon l'Encyclopédie de l'Islam, Ismāʿīl b. (al-Afḍal) ʿAlī b. (al-Muẓaffar) Maḥmūd b. (al-Manṣūr) Muḥammad b. Taḳī al-Dīn ʿUmar b. S̲h̲āhans̲h̲āh b. Ayyūb, al-Malik al-Muʾayyad ʿImād al-Dīn, né en 1273 et mort en 1331, est un géographe et historien kurde de langue arabe.

## Biographie
Aboulféda est né à Damas, où son père Malik ul-Afdal, frère de l'émir Al-Mansur II Muhammad (en) de Hama, avait fui les Mongols. Il est un descendant d'une famille alliée à Saladin et à la dynastie des Ayyoubides d'origine kurde. 
Dès sa douzième année, il fut presque constamment engagé dans des expéditions militaires, principalement contre les croisés. En 1285, il participa à l'attaque d'une place forte des Chevalier-Hospitalier et aux sièges de Tripoli, d'Acre et de Hromgla. 
En 1298, il entra au service du sultan mamelouk Malik al-Nasir et, douze ans plus tard, il fut investi du poste de gouverneur de Hama. En 1312, il devint prince sous le titre de Malik us-Salhn et, en 1320, il reçut le rang héréditaire de sultan sous le titre de Malik ul-Mu'ayyad.

Il est surtout connu par son ouvrage de géographie Localisation des pays, synthèse de la géographie arabe, et par ses travaux d'histoire : il abrégea et poursuivit jusqu'à son époque l'Histoire d'Ibn al-Athir.

## Œuvres
D'Aboulféda il nous reste (plus ou moins accessibles) les œuvres suivantes :

### Histoire abrégée du genre humain
L’Histoire abrégée du genre humain (Kitāb al-Mukhtaṣar fī akhbār al-bashar) se divise en cinq parties. La 1re traite des patriarches, des prophètes, des juges et des rois d’Israël – la 2e traite  des quatre dynasties des anciens rois de Perse – la 3e traite des Pharaons ou rois d’Égypte, des rois de la Grèce, des empereurs romains – la 4e traite des rois de l’Arabie avant Mahomet – la 5e traite de l’histoire des différentes nations, des Syriens, des Sabéens, des Coptes, des Persans, etc., et enfin des événements arrivés depuis la naissance de Mahomet jusqu’en 1328 (720 de l’hégire). 
En composant cet ouvrage, Aboulféda a suivi le goût de son siècle, c’est-à-dire qu’il n’a fait qu’une chronique, souvent trop concise, aride et dénuée des réflexions, selon le style des Arabes. Cependant, sa chronique abonde en faits curieux et importants pour l’histoire politique et littéraire de l’islamisme, et des empereurs grecs des VIIIe au Xe siècles, qui la font toujours lue avec intérêt. 
Plusieurs parties ont été traduites et publiées avec ou sans le texte arabe. Dobélius, professeur d’arabe, traduisit, vers le commencement du 17e siècle, pour Antonino Amico, la partie qui a rapport à l’histoire de la Sicile sous les Arabes. Amico avait intention de faire imprimer cette traduction, mais la mort l’en empêcha et ne publia en 1640 que la liste en latin des émirs qui avaient gouverné la Sicile pour les califes de 842 à 904. 
Agostino Inveges ayant eu en sa possession le manuscrit de Dobélius, en fit une version italienne qu’il inséra dans le 2e vol. de ses Annales de la ville de Palerme, publiée en 1650. Giovanni Battista Caruso a donné la traduction de Dobélius dans sa Bibliothèque historique du royaume de Sicile, et Ludovico Antonio Muratori l’a réimprimée, dans le t. 1er de la Collection des Historiens d’Italie. 
Rosario Gregorio, qui a publié  en 1790 à Palerme une nouvelle Collection des fragments sur l’histoire de la Sicile sous les Arabes, a extrait de la traduction des Annales d’Aboulféda, par Johann Jacob Reiske, la portion qui a rapport à cette même histoire de Sicile. 
Voici, la liste des autres parties de cette chronique, publiées jusqu’à ce jour : 
- 1° de Vita et rebus gestis Muhamedis, liber arab. et lat., edente, cum notis, Joh. Gagnier ; Oxoniæ, 1723, in-fol. La traduction de Jean Gagnier n’est pas toujours exacte, et Koehler l’a souvent rectifié
- 2° Auctarium ad vitam Saladini, extractum ex Aboul-Fedæ historia universali, cum vers. lat. ab Alb. Schultens, à la suite de Vita et Res gestæ sultanii Saladini, aut. Bohaedino ; Lugd. Batav, 1732, in-fol. On refit un frontispice en 1755.
- 3° Annales Muslemici lat., a Jo. Jac. Reiskio ; Lipsiæ, 1754. Cette traduction, publiée sans le texte, et dont il ne parut que le 1er volume, contient la partie de l’histoire d’Aboulféda depuis la naissance de Mahomet jusqu’à l’an 406 de l’hégire (1013 de J.-C.).
- 4° Aboul-Fedæ Annales Muslemici, arabice et latine, opera et studiis Jo. Jacobi Rieskii, etc., nunc primum edidit Adler, etc. ; Hafniæ, 1780-94, 3 vol. in-4°. Cette belle édition est enrichie des notes du célèbre Reiske.
- 5° Silvestre de Sacy a donné, à la suite de la nouvelle édition du Specimen historiæ Arabum, publiée à Oxford, en 1806, par les soins de White, l’histoire des Arabes avant Mahomet, avec le texte arabe et une traduction latine. Enfin, la 1re partie de l’Histoire universelle a été publiée en 1831, avec le texte arabe et la traduction latine, par Fleischer, à Leipzig.

Les bibliothèques de l’Escurial, de Leyde, la Bibliothèque Bodléienne et la Bibliothèque nationale de France, possèdent des manuscrits de cette histoire. Le plus célèbre et le plus précieux est celui de la bibliothèque nationale de France, qui à le mérite d’être autographe. 

### Vraie situation des pays ou Géographie
La Vraie situation des pays (Tacouym El-Boldan) est divisée en deux parties. Dans la 1re, Aboulféda donne un aperçut général des climats, des mers, des lacs, des fleuves et des montagnes – dans la 2e, il décrit en 24 tables les villes, les longitudes, les latitudes et les climats des provinces ou elles sont situées. Il parle en outre des villes anciennes ou détruites, et des monuments qui en subsistent. 
Le mérite de ce traité, comme celui de tous les traités géographiques arabes, consiste dans les notices sur l’état des villes, leurs productions et les mœurs de leurs habitants. L’histoire en tire des enseignements, mais la géographie n’y trouve que des matériaux imparfaits, ne pouvant pas servir à redresser les cartes du Levant. Néanmoins la Géographie d’Aboulféda n’est pas moins célèbre nque son Histoire, comme le prouvent les parties qui en ont été publiées : 
- 1° Chowaresmiæ et Mawaralnahræ, hoc est, regionum extra fuvium Oxum Descriptio, et tobulis Abul-Feda Ismaelis principis Hamah, arab. et lat., a Joan. Gravio ; Londini, 1650, in-4°. Cette portion a été imprimée dans la Collection des petits Géographes, donné par les soins d’Hudson, à Oxford, en 1698-1712, 4 vol. in-8°. On y trouve aussi la description de l’Arabie du même Aboulféda, traduite par Greaves.
- 2° Géographia latine facta ex Arabico a Jo. Jac. Reiskio. (voy. Busching, Magasin pour l’histoire et la géographie, t. 4 et 5.)
- 3° Caput primum geographiæ, ex Arabico in latinum translalum promulgari jussit L. A. Muratorius, in Antiqitum med. æv., t. 3.
- 4° Tabula Syriæ, arab. et lat., cum notis Koehleri et animadversionibus Jo. Joc. Reiskii ; Lipsiæ, 1766, in-4°.
- 5° Descriptio Ægypti, arab. et lat, ed. Jos. Dav. Michaelis, Gottingæ, 1776, in-8°.
- 6° Tabulæ quædam géographicæ et alia ejusdem argumenti Specimina arabice, ed. F, T. Rink, Lipsiœ, 1791, in-8°. Rink avait déjà publié à Leyde, en 1790, la Nigritie à la suite de l’histoire des rois musulmans d’Abyssinie.
- 7° Africa, arab., cum notis. excudi curavit J.-G. Eichhorn, Gottingæ, 1791. Eichhorn a donné, dans le t. 4 de la Bibliothèque théologique universelle, des notes et additions pour cet ouvrage.
- 8° Tabula septima ex Abul-Fedæ geographia Mesopotamiam exhibens, arabice, cura E. F. C. Rosenmuller, notas adspersit H. E. G. Paulus, 1791 ; dans le Nouveau Répertoire de la Littérature orientale, vol. 3.
- 9° Aboul-Féda Arabiæ Descriptio, commentario perpetuo illustravit Chr. Rommel ; Goettinguæ, 1801, in-4°. Gagnier, éditeur et traducteur de la Vie de Mahomet, avait entrepris de donner une traduction de la Géographie d’Aboulféda. Dès 1728 il avait publié le prospectus de cette traduction. Les dix-huit premières-feuilles en furent même tirées in-fol. ; mais la mort l’empêcha de continuer l’impression de cet ouvrage. De Laroque a en outre placé à la suite du Voyage du chevalier d’Arvieux une traduction française de la Description de l’Arabie. Thévenot a inséré dans son Recueil des Voyages une traduction latine des Climats d’Alhend et d’Alsin d’Aboulféda. Erbin a donné en 1803, dans sa Grammaire arabe plusieurs extraits de la Description de l’Égypte. Enfin, on a publié à Vienne, en 1807, une traduction en grec moderne faite par M. Demétrius Alexandrides, des parties de la Géographie d’Aboulféda précédemment publiées.

### Histoire des croisades - Autobiographie
Il s'agit d'un résumé (en arabe) de l'histoire des croisades tiré des Annales d'Aboulféda ainsi que son autobiographie (traduite en français). Elles ont été publiées dans le Recueil des historiens des croisades, Historiens orientaux, t. 1er, publié par l'Académie des Inscriptions et Belles-Lettres à Paris, par l'Imprimerie nationale en 1882.

## Postérité
Aboulféda est traduit au début du XVIIIe siècle par Jean Gagnier en latin, qui publie une partie de sa Géographie et une vie de Mohammed d'après ses sources, après avoir critiqué le mauvais usage du Al-Mukhtaṣar fī akhbār al-bashar d'Aboulféda par le grand philologue catholique Louis Marracci.
Dans la seconde moitié du XVIIIe siècle, Johann Jacob Reiske poursuit, toujours en latin, l'effort de traduction.